# Berliner SC Komet 1899
Le BSC Komet 1899 fut un club sportif allemand localisé à Berlin. Il disparut vers la fin des années 1930.
Le club comporta, outre le football des sections d’Athlétisme et de Hockey sur glace.

## Histoire
Le SC Komet fut fondé en 1899. L’année suivante, il fut un des fondateurs de la Fédération allemande de football (DFB).
En football, le club ne joua jamais un rôle important, par contre, il fut un précurseur en matière d’Athlétisme. Ainsi, il aida à la création de la Verband Berliner Athletik-Vereine (ou VBAV), le 15 novembre 1904, dont le premier président fut Otto Gronert, membre du Komet. La même année, le club est le premier cercle allemand à créer une section féminine d’Athlétisme. 
Le Komet introduisit aussi le Lancer du javelot en allemand, en organisant, en 1906, une démonstration du Suédois Eric Lemming alors détenteur de record du monde et développeur de la technique moderne.
Plusieurs membres du BSC Komet participèrent aux Jeux Olympiques de Londres en 1908. Le sprinter Arthur Hoffmann, champion d’Allemagne du 100 m, prit part au relais masculin qui remporta la médaille d’Argent.
Le BSC Komet fut un des fondateurs de la ligue allemande de Hockey sur glace en 1910.